# 陈洁
陈洁（1979年11月2日—）是中國女演員。毕业於北京電影學院表演系，現在是北京電影學院表演系學士。曾在北京京剧院学习了七年的武旦表演。

## 出演作品
※粗体字主要以主角的身份出演。

### 电视剧/網絡劇
- 《华夏演义》（又名：《古老的传说》）饰 六仙女
- 《八百里洞庭我的家》 饰 易含笑
- 《哈儿将军》 饰 牡丹
- 《一代大商孟洛川》 饰 钟六姐
- 《东陵大盗》 饰 小酸梅
- 《超越极限》 饰 冰冰
- 《热浪岛》 饰 雯雯
- 《愚公移山》 饰 青蛇
- 《天仙配》饰 张巧嘴
- 《长河东流》 饰 夏良璞
- 《舞出彩虹》 饰 程小芊
- 《拒绝成熟》 饰 韩雨莲
- 《激情燃烧的岁月 二》 饰 肖清白
- 《少年杨家将》 饰 杨大娘
- 《封神榜》 饰 哪咤母亲
- 《桥隆飙》饰 狄月清
- 2014年《灵魂摆渡第一季》(網絡劇) 饰 冥王茶茶
- 2014年《终极对决》饰 候凤姑
- 2014年《火线姐妹》
- 2014年《枪侠》饰 鲍满春
- 2014年《大清盐商》饰 婉兒
- 2015年《夺宝传奇》
- 2015年《待嫁老爸》饰 张曼妮
- 2015年《大秧歌》饰 竹叶青
- 2015年《灵魂摆渡第二季》(網絡劇) 饰 冥王茶茶
- 2016年《护宝风云》 饰 茉莉子
- 2016年《再见，老婆大人》 饰 毕婷
- 2016年《灵魂摆渡第三季》(網絡劇) 饰 冥王茶茶
- 2017年《浪花淘尽》 饰 祝梦桐
- 2018年《天下粮田》饰 孝贤皇后
- 2018年《外滩钟声》饰 苗招娣
- 2019年《让我听懂你的语言》饰 张美嘉
- 2019年《勇敢者》饰 段飛燕
- 2025年《无所畏惧之永不放弃》饰 何巧慧
- 待播《平遥人》饰 徐光鲜
- 待播《悦来》

### 电影
- 《那年秋天》饰 山花
- 《花山摇滚》饰 伊丽
- 《三月情流感》饰 陶然
- 2019年《七剑下天山之修罗眼》(網絡電影)
- 2022年《尘缘不神山》(網絡電影)
- 待上映《白发魔女传之血凤凰》(網絡電影)

### 话剧
- 《培尔·金特》饰 母亲
- 《无常女吊》饰 子君
- 《恭顺的妓女》饰 丽瑟
- 《霸王别姬》饰 虞姬
- 《家》饰 瑞钰

### 京剧
- 《扈家庄》饰 扈三娘
- 《打焦赞》饰 杨排风
- 《柜中缘》饰 刘玉莲
- 《铁弓缘》饰 陈秀英
- 《盗仙草》饰 白蛇
- 《苏三起解》饰 苏三
- 《八仙过海》饰 何仙姑
- 《三击掌》饰 王宝钏